# Mischodon
Mischodon es un género monotípico de plantas perteneciente a la familia Picrodendraceae. Su única especie: Mischodon zeylanicus Thwaites, Hooker's J. Bot. Kew Gard. Misc. 6: 300 (1854), es originaria de Sri Lanka sur de la India y las islas de Andaman.